# Graham Canty
Pour les articles homonymes, voir Canty.
Graham Canty en Anglais ou  Graham Ó Cáinte en Irlandais, (né le 23 juillet 1980 à Bantry dans le Comté de Cork) est un joueur Irlandais de Football gaélique, il évolue au poste de demi-défensif central et dispute les compétitions inter-comtés sous les couleurs de Cork.
Canty a connu sa première sélection avec Cork lors du All-Ireland 2001, et s'est depuis imposé comme l'un des joueurs les plus importants de la décennie pour son comté. Durant cette période, il a remporté un All-Ireland en tant que capitaine en 2010, cinq titres de champion du  Munster,  deux Ligue nationale et fut également nommé à trois reprises dans l'équipe All-Star de l'année en 2007, 2009 et 2010.
Le 1er novembre 2013, Graham Canty annonce sa retraite inter-comtés. Il fut capitaine de l'équipe de football de Cork GAA entre 2008 et 2013.
Canty est membre du club des Bantry Blues et a remporté un titre de champion du comté de Cork en 1998.

## Palmarès
Bantry Blues
- Championnat de Football Senior de Cork:
  - Vainqueur (1): 1998
  - Finaliste (1): 2001

Cork
- All-Ireland Senior Football Championship
  - Vainqueur (1): 2010 (c)
  - Finaliste (2): 2007, 2009
- Munster Senior Football Championship:
  - Vainqueur (5): 2002, 2006, 2008 (c), 2009 (c), 2012 (c)
  - Finaliste (2): 2005, 2007
- Ligue Nationale de Football (Div 1):
  - Vainqueur (2): 2010, 2012
- Ligue Nationale de Football (Div 2):
  - Vainqueur (1): 2009
- Munster Under-21 Football Championship:
  - Vainqueur (1): 2001 (c)
  - Finaliste (1): 1999

Munster
- Railway Cup:
  - Vainqueur (0):
  - Finaliste (1): 2007

Irlande
- International Rules Series:
  - Vainqueur (3): 2001, 2004, 2008 (vc)
  - Finaliste (1): 2002, 2003, 2005